# Pivare
Pivare is een plaats in de gemeente Stara Gradiška in de Kroatische provincie Brod-Posavina. De plaats telt 23 inwoners (2001).